# Zero Gunner 2
Zero Gunner 2 är ett 2D Shoot 'em up utvecklat av Psikyo för arkadmaskin 2001 och Dreamcast. Till Dreamcast släpptes spelet endast i Japan under 2001.